# Mi segunda madre
Mi segunda madre es una telenovela mexicana de 1989 dirigida por Miguel Córcega, producida por Juan Osorio para la cadena Televisa. 
Fue protagonizada por María Sorté y Enrique Novi, con las actuaciones co-protagónicas de Daniela Castro y Andrés Bonfiglio y las participaciones antagónicas de Fernando Ciangherotti, Alejandra Maldonado, Cynthia Klitbo, Rubén Rojo, Irlanda Mora, Roberto Blandón y Christian Castro; además contó con las actuaciones estelares de Liliana Abud, Gina Morett, Arsenio Campos, Claudio Báez, Diana Ferreti, Raquel Morell, Héctor Suárez Gomís, Lola Merino, Toño Mauri y Ada Carrasco.

## Argumento
Daniela Lorente es una excelente diseñadora, dueña de una prestigiosa casa de modas. Ella está casada con Alberto, un mal hombre que tiene otra mujer y dos hijos y le roba dinero. Un buen día Daniela descubre a Alberto y decide llamar a la policía para que lo encierren, al ser denunciado por su esposa Alberto es sentenciado a 10 años de encierro en la cárcel, jurándole venganza a Daniela por haberlo entregado.
Por otro lado, Juan Antonio Méndez Dávila es un importante hombre de negocios que acaba de sufrir la muerte de su esposa, dejándolo sólo con una pequeña niña llamada Mónica. Para desdicha de la pequeña, su padre tiene una frívola y vanidosa amante, Irene Montenegro. Daniela y Juan Antonio, ambos por separado, deciden tomar un crucero para descansar y olvidarse de los problemas que los aquejan, de esta manera se conocen a bordo e inevitablemente se enamoran.
La fortuna de conocerse es tan grande y los dos son tan felices que deciden casarse pero Mónica no quiere aceptar a Daniela como su segunda madre, aun así Daniela adora a la hija de su esposo y poco a poco logra ganarse a la niña, que es mal aconsejada por Leticia, una compañera de la escuela que envidia a Mónica y se finge su amiga para meterle ideas en la cabeza contra Daniela. Después de un tiempo y de diversos tratamientos, Daniela logra quedar embarazada, lo cual hace renacer los celos de Mónica haciendo que vuelva a rechazar a Daniela. Ya avanzado su embarazo, la malvada Irene le paga a un delincuente llamado Germán quien la persigue a bordo de un camión con el cual le da alcance y golpea repetidamente el auto de Daniela hasta hacerla estrellarse contra otro camión descompuesto sobre la arteria vehicular donde ocurre el accidente automovilístico; el auto de Daniela se proyecta contra el camión para finalmente caer en un desnivel a un costado de una avenida. La policía y los rescatistas de la Cruz Roja llegan para auxiliarla, sin embargo, el suceso tiene terribles tanto para Daniela como para su hijo: Daniela queda estéril debido a las complicaciones del parto y su bebé es prematuro y muere tres semanas después.
Daniela cae en depresión; en sus recuerdos solamente se agolpan los desprecios y las groserías que Mónica le hizo antes; Daniela está al borde del suicidio por la muerte de su hijo. Mónica al ver el sufrimiento de Daniela empieza a quererla y un día por fin la llama mamá. 8 años después, Mónica ha crecido y es una linda mujer y es novia de Lalo, el hijo mayor de Alberto. Juan Antonio sigue con gran éxito en los negocios pero Daniela no ha podido superar la muerte de su bebé. En verdad el sufrimiento de Daniela está lejos de acabar: el pasado la amenaza cuando Alberto sale de la cárcel dispuesto a vengarse de ella por haberlo condenado al encierro, para lo cual seduce a Mónica para destruir a su familia.
Mónica descubre que espera un hijo de Alberto, y su amiga Margarita la convence de decírselo a Daniela, y cuando Daniela va a hablar con el padre del bebé descubre que es el mismo Alberto que la engañó hace años. Alberto comienza a manipular a Mónica en contra de Daniela, y logra que ella se case con él. Igualmente, Alberto se hace aliado de Irene, quien heredó una gran fortuna de su difunto esposo y que también quiere destruir a Daniela, pero acaba enamorándose de él.
Alberto le hace la vida imposible a Mónica, tratándola como su sirvienta y hasta la golpea, y a pesar de que Margarita le pide que lo deje Mónica se niega. Igualmente, Juan Antonio se hace amante de Leticia, lo cual provoca que Daniela lo deje y poco después se divorcian. Pasa un tiempo e Irene descubre que espera un hijo de Alberto, y decide cambiar y tratar de convencerlo de que desista de su venganza y de que se vaya lejos con ella, pero él insiste en seguir torturando a Daniela.
David, un compañero de celda de Alberto que en verdad era su pareja, decide vengarse de Alberto y junto con Germán, el delincuente que le provocó el accidente a Daniela hace años, le roban todo el dinero que Alberto se robó en un asalto años atrás, junto con otro preso apodado "El Chamuco" a quien Alberto hirió de un disparo en la cabeza y huyó creyéndolo muerto.
David decide hacerle a Irene lo mismo que ella le hizo a Daniela: le da dinero a Germán para que haga que Irene pierda a su hijo, pero Germán le hace creer que Daniela lo mandó a tratar de matarla. Al perder a su hijo y creer que Daniela lo provocó, Irene decide retomar sus planes de venganza contra ella con ayuda de Alberto. Alberto le hace creer a Irene que le quitará su hijo a Mónica y se irá lejos con ella, y cuando Mónica los escucha por fin entiende que Alberto nunca la amó y lo deja. Avergonzada por lo que hizo, Mónica decide no buscar a su familia e irse a Monterrey con otra amiga suya, Denisse.
Daniela rechaza a Juan Antonio que le ha pedido perdón por su engaño, pero cuando él decide dejar a Leticia, descubren que ella va a tener un hijo suyo.
El hijo de Mónica nace y Denisse decide llamar a Margarita y decirle que Mónica ya dio a luz y que se fue con ella cuando dejó a Alberto. Margarita le dice a Daniela donde está Mónica y ella va a buscarla y ambas se reconcilian.
Para seguir con su venganza, Alberto convence a Irene de que abra una casa de modas para competir contra Daniela, y logran robarse unos diseños de Daniela ayudados por su secretaria. Cuando Irene abre su casa de modas todo resulta un fracaso, y Alberto aprovecha esto para robarle el dinero con el que supuestamente compró la maquinaria y el local de la casa de modas y se va de México a Estados Unidos y cambia de identidad.
El Chamuco quien está dispuesto a matar a Alberto por haberle robado el dinero del asalto y haberlo dejado sin un ojo, se encuentra con David y Germán, y ellos le hacen creer que Alberto se da la gran vida con el dinero del asalto. Cuando El Chamuco descubre que ellos son quienes tienen el dinero, los mata por engañarlo y se lleva el dinero.
Alberto regresa a México para acabar con su venganza, y un día se aparece ante Daniela y Mónica en la casa de modas, pero cuando iba a matarlas, "El Chamuco" aparece y lo asesina dándole tres disparos y se va, pero es capturado por la policía. Irene, para vivir con los lujos a los que está acostumbrada, se hace amante de uno de los amigos de su esposo.
Por otro lado, nace la hija de Leticia y Juan Antonio, pero Leticia muere de un paro cardíaco en el parto. Poco después, Daniela hace una fiesta en su casa y al entrar a la sala, Juan Antonio llega con su hija y le dice a Daniela que si le gustaría ser la segunda madre de la niña, que se llama como ella. Al final Daniela toma en sus brazos a la niña y se sienta con ella y Juan Antonio se queda viéndolas.

## Elenco
- María Sorté - Daniela Lorente de Méndez Dávila
- Enrique Novi - Juan Antonio Méndez Dávila
- Daniela Castro - Mónica Méndez Dávila
- Fernando Ciangherotti - Alberto Saucedo
- Alejandra Maldonado - Irene Montenegro
- Cynthia Klitbo - Leticia
- Gina Morett - Georgina "Gina" Reyes de Bretón
- Liliana Abud - Sonia Méndez Dávila de Ramos
- Irma Lozano - María
- Claudio Báez - Gerardo Peña
- Blanca Torres - Amanda Chávez vda. de Morales
- Diana Ferreti - Carolina Morales Chávez de Saucedo / de Peña
- Ernesto Gómez Cruz - Ignacio "Nacho"
- Juan Verduzco - Enrique Ramos
- Arsenio Campos - Felipe Bretón
- Ada Carrasco - Dolores "Lolita" vda. de Astuariz
- Angelina Peláez - Arcelia
- Gastón Tuset - Alejandro Oviedo
- Alfredo Adame - Hans Lutmann
- Roberto Blandón - Marcelo
- Ana Bertha Espín - Amelia
- Roberto Palazuelos - David
- Toño Mauri - Federico "Fico"
- Lola Merino - Margarita
- Andrés Bonfiglio - Eduardo "Lalo" Saucedo Morales
- Cristian Castro - Rubén Saucedo Morales
- Héctor Suárez Gomís - Ramón
- Raquel Morell - Raquel de Astuariz
- David Rencoret - Manuel Astuariz
- Irlanda Mora - Angélica
- Mauricio Ferrari - Roberto
- Lucero Lander - Lucía de Méndez Dávila
- Alejandro Aragón - Fernando
- Francesca Guillén - Luisita Peña
- José María Torre - Manuel Justino "Tino"
- Rubén Rojo† - Leopoldo Sánchez
- Carlos Riquelme - Justino Aguilar
- Abel Salazar - Rafael Iglesias
- Antonio Rangel - Pedro
- Mariano Torre - Miguel
- Willebaldo López - Gaspar
- Christopher Lago - Carlos Oviedo
- Arcelia Ramírez - Alma
- Guy de Saint Cyr - Gonzalo
- Estela Ruiz - Malena
- Gabriel Pingarrón - Germán
- María Almela - Dora
- Jorge Fegán - Matías
- Andrea Legarreta - Denisse
- Alejandra Espejo - Matilde
- Aurora Cortés - Melina
- Teresa Guízar - Rosa "Rosi"
- Antonio González - Don Vicente
- Agustín López Zavala - "El Chamuco" (#1)
- Jesús Vargas - "El Chamuco" (#2)
- Polly - Brenda
- Arturo Lorca - Bernardo Luna
- Rubén Calderón - Dr. Rubén Carranza
- Nicky Mondellini - Ivonne
- Anna Ciocchetti - Ana María
- Oscar Narváez - Detective Robles
- Flor Mariana - Jina-Daniela "Bebis" (niña)
- Miguel Garza
- Karla Talavera
- Rodrigo Doblado
- Eric de los Monteros
- Berenice Domínguez - Mónica Méndez Dávila (niña)
- Alejandra Gollas - Leticia (niña)
- Lupita Ochoa - Margarita (niña)
- Shemaya - Rubén Saucedo Morales (niño)
- Héctor Pons - Eduardo "Lalo" Saucedo Morales (niño)
- Rodrigo Ramón - Federico "Fico" (niño)

## Equipo de producción
- Versión Libre y Libretos de: Eric Vonn
- Basado en una Historia Original de: Abel Santa Cruz
- Edición literaria: Nora Alemán, Eduardo Quiroga, Lorena Salazar
- Canción: Sola
- Autor: Aníbal Pastor
- Canta: María Sorté
- Escenografía: Raúl Leal Cornejo, Juan Rodríguez
- Ambientación: Eneida Rojas, Gabriela Lozano
- Diseño de vestuario: Alejandro Gastelum, Katyna Mercenari Uribe
- Editores: Gabriel Vázquez Bulman, Javier Quintana
- Directora de diálogos: Irma Lozano
- Directores de cámaras en locación: Ernesto Arreola, Leopoldo Terrazas, Juan Carlos Frutos
- Jefe de producción: Edith Fey
- Coordinador de producción: Nicandro Díaz González
- Gerente de producción: Arturo Guízar
- Directores de cámaras: Gabriel Vázquez Bulman, Alejandro Frutos
- Director adjunto: José Caballero
- Director de escena: Miguel Córcega
- Productor: Alessandro Jacchia
- Productor ejecutivo: Juan Osorio

## Premios y nominaciones

### Premios TV y Novelas 1990
| Categoría                 | Nominado(a)           | Resultado |
| ------------------------- | --------------------- | --------- |
| Mejor telenovela          | Juan Osorio           | Ganador   |
| Mejor actriz protagónica  | María Sorté           | Ganadora  |
| Mejor actor protagónico   | Enrique Novi          | Nominado  |
| Mejor villana             | Alejandra Maldonado   | Nominada  |
| Mejor villano             | Fernando Ciangherotti | Ganador   |
| Mejor actriz joven        | Daniela Castro        | Nominada  |
| Mejor actor debutante     | Alfredo Adame         | Ganador   |
| Mejor escritor            | Eric Vonn             | Ganador   |
| Mejor director de cámaras | Alejandro Frutos      | Ganador   |

## Versiones
En 1968, Canal 11 de Argentina produjo "Mi segunda mamá" con Elcira Olivera Garces y Eduardo Rudy.
En 2013 Televisa realizó una nueva versión, Por siempre mi amor producida por Ignacio Sada Madero y protagonizada por Susana González y Guy Ecker.